# Joan d'Egipte
Joan d'Egipte fou un màrtir cristià que va patir martiri a Palestina en l'anomenada persecució de Dioclecià.
Eusebi l'elogia per la seva vida ascètica i per la seva gran memòria. Va patir la pèrdua de la vista durant la primera part de la persecució però després va actuar com a lector (anagnostes) de l'església substituint la vista per la memòria. Podia recitar llibres sencers de les escriptures.
Al setè any de la persecució (310) fou torturat i després confinat en un lloc junt amb altres entre els quals hi havia Silvà de Gaza; el 311 el confinats, trenta-nou en total, foren decapitats per ordre de Maximí Daza governant de les províncies orientals de l'imperi.